# اف۳: تفریح و ناامیدی
اف۳: تفریح و ناامیدی (انگلیسی: F3: Fun and Frustration) فیلم کمدی هندی تلوگو-زبان، تولید سال ۲۰۲۲ است که نویسندگی و کارگردانی آن را آنیل راویپودی برعهده داشت. این فیلم دنباله ناوابسته‌ای از فیلم اف۲: تفریح و ناامیدی (۲۰۱۹) است و دومین قسمت از مجموعه تفریح و ناامیدی می‌باشد. بازیگران اصلی فیلم داگوباتی ونکاتش، وارون تج، تمنا باتیا و مهرین پیرزادا هستند. موسیقی فیلم را دوی سری پراساد ساخته‌است.
فیلمیرداری اصلی در ماه سپتامبر ۲۰۲۰ شروع شد و در ماه ژانویه ۲۰۲۲ به پایان رسید. فیلمیرداری در حیدرآباد انجام گرفت. فیلم در روز ۲۷ مهٔ ۲۰۲۲ اکران شد.